# Péter Gulácsi
Péter Gulácsi (sinh ngày 6 tháng 5 năm 1990) là một cầu thủ bóng đá chuyên nghiệp người Hungary thi đấu ở vị trí thủ môn cho câu lạc bộ RB Leipzig tại Giải bóng đá vô địch quốc gia Đức.

## Sự nghiệp câu lạc bộ

### Liverpool
Liverpool ký hợp đồng với Gulacsi từ MTK với một bản hợp đồng cho mượn vào năm 2007, và anh chơi cho đội trẻ. Liverpool được phép mua đứt anh sau khi kết thúc bản hợp đồng cho mượn, và họ đã quyết định mua anh vào ngày cuối cùng của kì chuyển nhượng, 1 tháng 9 năm 2008.
Tôi rất tự hào khi được gia nhập Liverpool. Đó là một giấc mơ với tôi khi được làm việc cùng một câu lạc bộ tuyệt vời, với đội ngũ huấn luyện tốt cùng một trong những thủ môn hàng đầu thế giới là Jose Reina. Sau khi có 1 năm được đem đi cho mượn tôi không có bất cứ một sự chần chừ nào trong việc ký hợp đồng. Tôi có một cảm giác khó tả khi được gia nhập Liverpool.
Vào tháng 1 năm 2009, anh được đem đi cho mượn ở Hereford United, ở đây anh đã có trận ra sân đầu tiên ở giải nội địa.

## Thi đấu quốc tế
Vào tháng 5 năm 2008 anh lần đầu được gọi vào đội tuyển Hungary khi ngồi ghế dự bị trong trận hoà 1-1 trước đội tuyển Croatia.

## Thống kê sự nghiệp
Tính đến ngày 13 tháng 5 năm 2021
| Câu lạc bộ             | Mùa giải            | Giải đấu | Giải đấu | Cúp quốc gia | Cúp quốc gia | Cúp Liên đoàn | Cúp Liên đoàn | Châu lục | Châu lục | Khác | Khác | Tổng cộng | Tổng cộng |
| Câu lạc bộ             | Mùa giải            | Trận     | Bàn      | Trận         | Bàn          | Trận          | Bàn           | Trận     | Bàn      | Trận | Bàn  | Trận      | Bàn       |
| ---------------------- | ------------------- | -------- | -------- | ------------ | ------------ | ------------- | ------------- | -------- | -------- | ---- | ---- | --------- | --------- |
| Liverpool (mượn)       | 2007–08             | 0        | 0        | 0            | 0            | 0             | 0             | –        | –        | 0    | 0    | 0         | 0         |
| Liverpool              | 2008–09             | 0        | 0        | 0            | 0            | 0             | 0             | 0        | 0        | 0    | 0    | 0         | 0         |
| Liverpool              | 2009–10             | 0        | 0        | 0            | 0            | 0             | 0             | 0        | 0        | 0    | 0    | 0         | 0         |
| Liverpool              | 2010–11             | 0        | 0        | 0            | 0            | 0             | 0             | 0        | 0        | 0    | 0    | 0         | 0         |
| Liverpool              | 2011–12             | 0        | 0        | 0            | 0            | 0             | 0             | –        | –        | 0    | 0    | 0         | 0         |
| Liverpool              | 2012–13             | 0        | 0        | 0            | 0            | 0             | 0             | 0        | 0        | 0    | 0    | 0         | 0         |
| Liverpool              | Tổng cộng           | 0        | 0        | 0            | 0            | 0             | 0             | 0        | 0        | 0    | 0    | 0         | 0         |
| Hereford United (mượn) | 2008–09             | 18       | 0        | 0            | 0            | 0             | 0             | –        | –        | 0    | 0    | 18        | 0         |
| Tranmere Rovers (mượn) | 2009–10             | 5        | 0        | 0            | 0            | 0             | 0             | –        | –        | 0    | 0    | 5         | 0         |
| Tranmere Rovers (mượn) | 2010–11             | 12       | 0        | 0            | 0            | 0             | 0             | –        | –        | 2    | 0    | 14        | 0         |
| Tranmere Rovers (mượn) | Tổng cộng           | 17       | 0        | 0            | 0            | 0             | 0             | 0        | 0        | 2    | 0    | 19        | 0         |
| Hull City (mượn)       | 2011–12             | 15       | 0        | 0            | 0            | 0             | 0             | –        | –        | 0    | 0    | 15        | 0         |
| Hull City (mượn)       | Tổng cộng           | 15       | 0        | 0            | 0            | 0             | 0             | 0        | 0        | 0    | 0    | 15        | 0         |
| Red Bull Salzburg      | 2013–14             | 31       | 0        | 5            | 0            | –             | –             | 14       | 0        | –    | –    | 50        | 0         |
| Red Bull Salzburg      | 2014–15             | 34       | 0        | 1            | 0            | –             | –             | 5        | 0        | –    | –    | 40        | 0         |
| Red Bull Salzburg      | Tổng cộng           | 65       | 0        | 6            | 0            | 0             | 0             | 19       | 0        | 0    | 0    | 90        | 0         |
| RB Leipzig             | 2015–16             | 14       | 0        | 1            | 0            | –             | –             | 0        | 0        | –    | –    | 15        | 0         |
| RB Leipzig             | 2016–17             | 33       | 0        | 2            | 0            | –             | –             | 12       | 0        | –    | –    | 47        | 0         |
| RB Leipzig             | 2017–18             | 33       | 0        | 2            | 0            | –             | –             | 12       | 0        | –    | –    | 47        | 0         |
| RB Leipzig             | 2018–19             | 33       | 0        | 6            | 0            | –             | –             | 1        | 0        | –    | –    | 40        | 0         |
| RB Leipzig             | 2019–20             | 32       | 0        | 0            | 0            | –             | –             | 9        | 0        | –    | –    | 41        | 0         |
| RB Leipzig             | 2020–21             | 32       | 0        | 6            | 0            | –             | –             | 8        | 0        | —    | —    | 46        | 0         |
| RB Leipzig             | Tổng cộng           | 177      | 0        | 16           | 0            | —             | —             | 30       | 0        | —    | —    | 223       | 0         |
| Tổng cộng sự nghiệp    | Tổng cộng sự nghiệp | 294      | 0        | 26           | 0            | 0             | 0             | 55       | 0        | 2    | 0    | 377       | 0         |

## Danh hiệu
Red Bull Salzburg
- Austrian Bundesliga: 2013–14, 2014–15
- Austrian Cup: 2013–14, 2014–15

RB Leipzig
- DFB-Pokal: 2021–22, 2022–23
- DFL-Supercup: 2023